# Prosena varia
Prosena varia är en tvåvingeart som beskrevs av Charles Howard Curran 1929. Prosena varia ingår i släktet Prosena och familjen parasitflugor. Inga underarter finns listade i Catalogue of Life.